# Alan Freed
Albert James "Alan" Freed, anche conosciuto come "Moondog" (Johnstown, 15 dicembre 1921 – Palm Springs, 20 gennaio 1965), è stato un disc jockey e conduttore radiofonico statunitense.

## Biografia
Promotore alla radio della musica rhythm and blues, fu il primo dj a far conoscere il termine Rock and roll al pubblico (bianco) americano, al punto da ritenere che sia stato lui ad inventare il termine. Personaggio di alto spessore, la sua carriera venne stroncata dall'accusa di payola, cioè l'aver accettato denaro per agevolare la messa in onda di brani di particolari case discografiche. La sua storia viene narrata accuratamente nel film Mister Rock 'n' Roll.

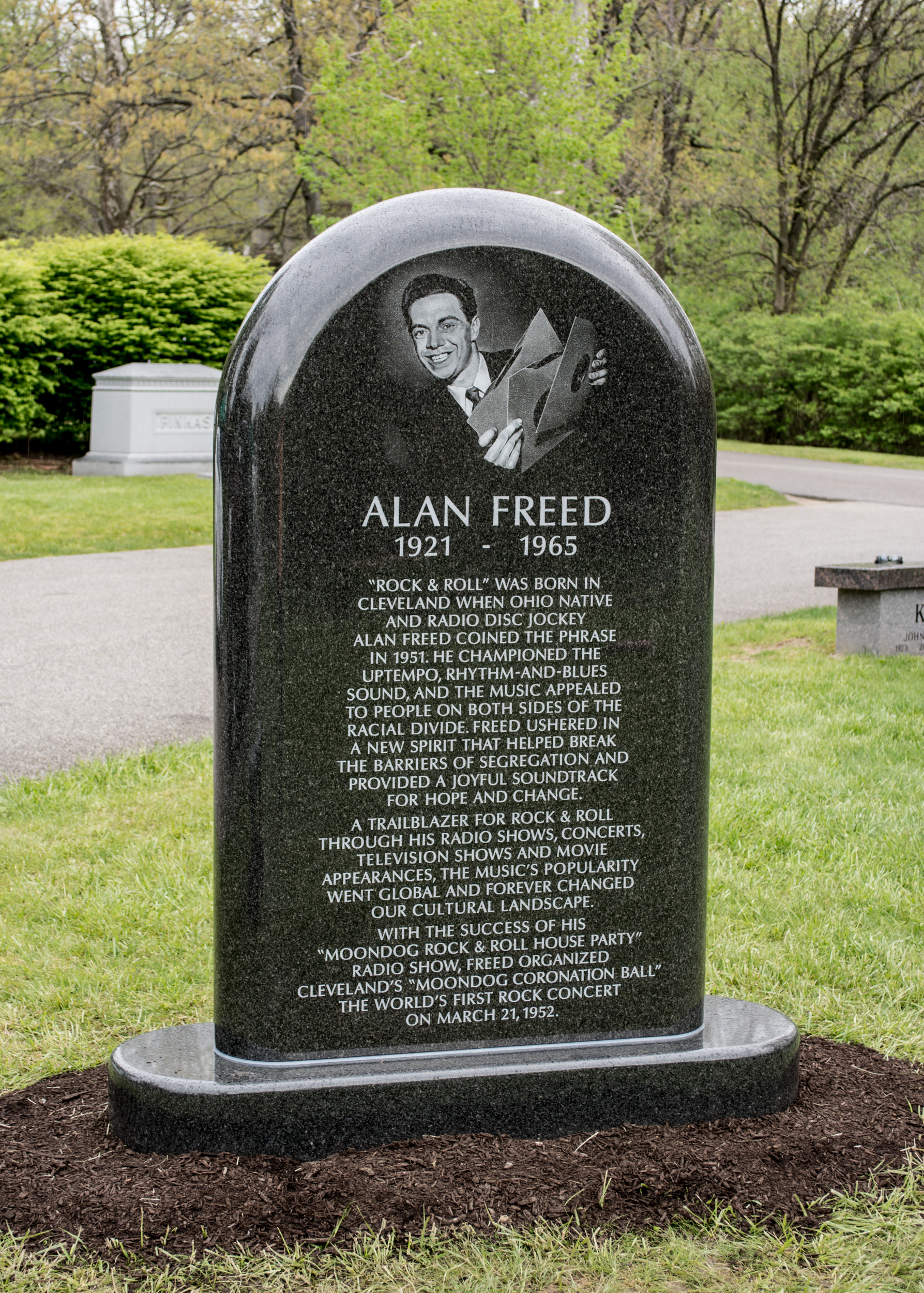
La tomba di Alan Freed a Cleveland

A causa della pubblicità negativa in seguito allo scandalo payola, nessuna stazione radiofonica prestigiosa volle più assumere Freed, e così egli si trasferisce sulla West Coast nel 1960, dove trovò lavoro alla radio KDAY/1580 di Santa Monica, California. Nel 1962 Freed passa alla WQAM di Miami, Florida, ma vi rimane solo due mesi. Durante il 1964, torna a Los Angeles e lavora alla KNOB/97.9.
Freed muore in ospedale a Palm Springs, California, il 20 gennaio 1965, a causa delle conseguenze di una cirrosi epatica dovuta all'alcolismo; aveva 43 anni, e fu inizialmente interrato nel Ferncliff Cemetery di Hartsdale. Nel marzo 2002, Judith Fisher Freed portò le sue ceneri alla Rock and Roll Hall of Fame a Cleveland, Ohio. Nell'agosto 2014, la Hall of Fame chiese al figlio di Alan Freed, Lance Freed, di portare via le ceneri del padre, e così egli fece. La famiglia Freed annuncia in seguito che le ceneri saranno sepolte nel Lake View Cemetery di Cleveland. È citato da Marc Bolan, frontman dei T. Rex, nella canzone Ballrooms of Mars, contenuta nell'album The Slider, datato 1972. 

## .
1. ↑  (EN) Alan Freed - The Father of Rock and Roll, su The Golden Age of Rock, 30 agosto 2014. URL consultato il 3 giugno 2023.
2. ↑  Nick Logan e Bob Woffinden, 1977, pg.89
3. ↑   Los Angeles Radio People - Where Are They Now, su www.laradio.com. URL consultato il 3 giugno 2023.
4. ↑  AlanFreed.Com: death certificate.
5. ↑  Vigil, Vicki Blum (2007). Cemeteries of Northeast Ohio: Stones, Symbols & Stories. Cleveland, OH: Gray & Company, Publishers. ISBN 978-1-59851-025-6
6. ↑   Alan Duke, CNN, Rock and Roll Hall of Fame to remove Alan Freed's ashes, in CNN, 3 agosto 2014. URL consultato il 6 novembre 2014.
7. ↑   Roger Friedman, Rock Hall Gets Burned For Removing Famed DJ’s Ashes From Exhibit, in Showbiz411. URL consultato il 6 novembre 2014.
8. ↑   19 Action News Digital Team, Alan Freed may have left the Rock and Roll hall of Fame, but he's staying in Cleveland for good, Cleveland, Ohio, WOIO, 13 agosto 2014. URL consultato il 28 ottobre 2018 (archiviato dall'url originale il 9 marzo 2015).